# Frank Hamblen
Frank Hamblen é um treinador de basquetebol e observador na National Basketball Association (NBA), e um jogador profissional da Universidade de Syracuse. Ele serviu como técnico interino de times da NBA em duas diferentes oportunidades; pelo Milwaukee Bucks em 1992 e pelo Los Angeles Lakers em 2005. Ele também serviu como auxiliar do treinador em inúmeros times da NBA e é atualmente assistente dos Lakers.